# Võ Thành Tâm
Võ Thành Tâm (sinh ngày 23 tháng 4 năm 1978) là một nam diễn viên người Việt Nam. Anh được biết đến qua các bộ phim Một ngày không có em, Những đứa con thành phố, Câu chuyện pháp đình, Dollars trắng, Tuyết nhiệt đới, Lật mặt: 48 giờ, Hồ sơ lửa.

## Tiểu sử và sự nghiệp
Võ Thành Tâm sinh ngày 23 tháng 4 năm 1978 tại Thành phố Hồ Chí Minh. Anh xuất thân trong một gia đình có truyền thống làm công an. Vậy nên ngày nhỏ anh cũng từng theo ngành như định hướng của gia đình. Cho đến năm thứ hai đại học, anh mới dành sự quan tâm đến điện ảnh. Năm 2001, sau khi tốt nghiệp Cao đẳng Sân khấu TP HCM, anh chính thức về làm việc cho sân khấu kịch Idecaf. Sau 5 năm làm việc trên sân khấu Idecaf, Võ Thành Tâm đã trưởng thành hơn rất nhiều cả về con người lẫn khả năng diễn xuất. Cũng tại nơi đây, anh đã được giap cho các vai diễn quan trọng trong các vở như: Người trong bóng tối, Anh Cu Chuông, Trùm lừa và Trái tim nhảy múa.

### Từng thất nghiệp phải sang Mỹ
Bỗng một thời gian đang ở trong đỉnh cao sự nghiệp, anh sang Mỹ sinh sống và làm việc khiến người hâm mộ không khỏi nuối tiếc khi nghe tin. Anh quyết định rời xa cả truyền hình lẫn điện ảnh. Nam diễn viên cho biết hơn 2 năm ở Mỹ đã làm quản lý công việc kinh doanh giúp người thân. Không chỉ thay đổi môi trường sống anh biết phải học cách làm quen với việc kinh doanh. Võ Thành Tâm khẳng định bản thân dễ thích nghi với hoàn cảnh nên dù công việc và môi trường mới cũng không làm khó được anh. Anh cho biết ở Mỹ có người thân nên công việc cũng ổn định. Anh thừa nhận bản thân sống đơn giản và không bị áp lực tiền bạc. Quan điểm của anh là vừa làm vừa hưởng thụ. Vì thế kiếm được bao nhiêu anh sẽ dành thời gian đi du lịch và khám phá văn hóa các nước. Năm 2019, anh về nước đóng chính phim Lật mặt: 48h của vợ chồng Lý Hải – Minh Hà. Đây cũng là bộ phim đánh dấu màn tái xuất sau 2 năm rời xa màn ảnh của anh.

## Đời tư
Võ Thành Tâm là một người rất kín tiếng về đời tư, anh cho biết mình đã có con và đang rất hạnh phúc với tổ ấm của mình.

## Danh sách phim

### Truyền hình
| Năm  | Tựa phim                   | Vai diễn                | Đạo diễn                            | Kênh       | Ghi chú                | Nguồn       |
| ---- | -------------------------- | ----------------------- | ----------------------------------- | ---------- | ---------------------- | ----------- |
| 1998 | Những đứa con thành phố    |                         | Đỗ Phú Hải                          | HTV7       | Vai diễn đầu tiên      |             |
| 2000 | Đối thủ                    | Ba Chinh (trẻ)          | Hồng Ngân                           | HTV7       |                        |             |
| 2006 | Dollars trắng              | Thanh Hà                | Trần Cảnh Đôn                       | HTV9       |                        |             |
| 2006 | Dưới cờ đại nghĩa          | Dương Văn Dương         | Nguyễn Tường Phương - Lê Phương Nam | HTV7       |                        |             |
| 2006 | Anh chỉ có mình em         | Y Đam                   | Xuân Phước                          | HTV7       |                        |             |
| 2006 | Ngã rẽ cuộc đời            | Minh Trí                | Xuân Phước                          | HTV7       |                        |             |
| 2006 | Tuyết nhiệt đới            | Lương                   | Vũ Ngọc Đãng                        | HTV9       |                        |             |
| 2007 | Nắng vài dữ                | Khương Ninh             | Hoàng Lưu Thịnh                     | HTV9       |                        |             |
| 2008 | Con đường sáng             | Hai Văn (Phan Văn Đáng) | Phạm Việt Thanh - Nguyễn Đức Việt   | H1         |                        |             |
| 2008 | Một ngày không có em       | Phong                   | Nguyễn Danh Dũng                    | HTV7       |                        |             |
| 2008 | Truy tìm dấu vết           | Nam                     | Xuân Cường                          | HTV7       |                        |             |
| 2008 | Sóng đời                   | Mạnh                    | Xuân Phước                          | HTV7       |                        |             |
| 2009 | Câu chuyện pháp đình       | Hiếu                    | Nguyễn Tường Phương                 | HTV9       |                        |             |
| 2009 | Sau ánh hào quang          | Thanh                   | Nguyễn Danh Dũng                    | Let's Viet |                        |             |
| 2010 | Tham vọng                  | Vinh                    | Xuân Cường                          | HTV7       |                        |             |
| 2010 | Nhiệm vụ đặc biệt          | Thanh                   | Bùi Tuấn Dũng                       | HTV9       |                        |             |
| 2011 | Trạng tèo / Gia đình tèo   | Thắng                   | Xuân Phước                          | HTV3       |                        |             |
| 2011 | Sáu mặt rubik              | Tuấn                    | Xuân Phước                          | HTV9       |                        |             |
| 2011 | Đi qua ngày biển động      | Lăng                    | Bùi Tuấn Dũng                       | HTV9       |                        |             |
| 2012 | Tiếng tơ đồng              | Điền                    | Xuân Phước                          | THVL1      |                        |             |
| 2013 | Thái sư Trần Thủ Độ        | Trần Tỵ                 | Đào Duy Phúc                        | VTV1       |                        |             |
| 2013 | Một nửa bóng tối           | Gia Thành               | Nguyễn Hoàng Trung                  | HTV9       | Vai phản diện đầu tiên |             |
| 2013 | Bông hồng cho tướng cướp   | Kim Cường               | Xuân Phước                          | THVL1      |                        | [ 5 ] [ 6 ] |
| 2013 | Bão mùa hè                 |                         | Đỗ Đức Thịnh                        | HTV7       |                        |             |
| 2013 | Nữ sát thủ                 | Hùng Lâm                | Đặng Minh Quang                     | THVL1      |                        |             |
| 2013 | Thạch lan                  |                         | Xuân Cường                          | Let’s Viet |                        |             |
| 2013 | Vết thù năm tháng          | Hiệp                    | Bùi Ngọc Nam Phương                 | THVL1      |                        |             |
| 2013 | Sóng gió làng nghề         |                         | Đặng Minh Quang                     | Let’s Viet |                        |             |
| 2014 | Con gái vị thẩm phán       | Hải Mamut               | Đỗ Phú Hải                          | HTV9       | Vai phản diện thứ hai  |             |
| 2014 | Bên lề tội ác              | Thiện Nhân              | Đặng Minh Quang                     | THVL1      |                        |             |
| 2014 | Bằng chứng vô hình         | Thanh Long              | Đặng Minh Quang                     | HTV7       |                        |             |
| 2014 | Tình là dây oan            | Phi Vũ                  | Quách Khoa Nam                      | SCTV14     | Vai phản diện thứ ba   |             |
| 2015 | Bản năng thép              | Tùng                    | Lâm Lê Dũng                         | Let’s Viet |                        |             |
| 2015 | Canh bạc cuộc đời          | Tiến                    | Đặng Minh Quang                     | HTV9       |                        |             |
| 2015 | Bảy lá bài                 | Hồng Bảo                | Nguyễn Quốc Thịnh                   | THVL1      |                        |             |
| 2016 | Biệt thự trắng             | Thế Thành               | Bùi Ngọc Nam Phương                 | THVL1      | Vai phản diện thứ tư   | [ 7 ]       |
| 2016 | Vạch trần tội ác           | Quốc Trung              | Hải Long An                         | SCTV14     | Vai phản diện thứ năm  |             |
| 2016 | Bản năng nguy hiểm         | Đỗ Chí Cường            | Bùi Cường                           | THVL1      |                        |             |
| 2017 | Trần trung kỳ án           | Dương Võ                | Bùi Ngọc Nam Phương                 | THVL1      |                        |             |
| 2017 | Hồ sơ lửa P2: Người ba mặt | Tấn                     | Đặng Minh Quang                     | SCTV14     |                        |             |
| 2017 | Cung đường trắng           | Tá                      | Đỗ Phú Hải - Đặng Minh Quang        | VTV3       |                        |             |
| 2017 | Ranh giới thiện ác         | Đức Huy                 | Đặng Minh Quang                     | VTV8       |                        |             |
| 2019 | Ruby máu                   |                         | Đặng Minh Quang                     | ANTV       | khách mời đặc biệt     |             |
| 2021 | Ân oán tình thù            | Minh                    | Đặng Minh Quang                     | VTVCab 10  |                        |             |
| 2025 | Chiếc vòng ngọc bích       | Lê Thành Đạt            | Nguyễn Dương                        | THVL1      |                        |             |

### Điện ảnh
| Năm  | Tựa phim      | Vai diễn  | Đạo diễn     | Nguồn |
| ---- | ------------- | --------- | ------------ | ----- |
| 2003 | Hải Âu        |           | Lê Bảo Trung | [ 8 ] |
| 2005 | 2 trong 1     |           | Đào Duy Phúc |       |
| 2006 | Sinh mệnh     | Linh Gấu  | Đào Duy Phúc |       |
| 2008 | Hoài vũ trắng | Duy Khánh | Đào Duy Phúc |       |
| 2015 | Lật mặt       |           | Lý Hải       |       |
| 2021 | Lật mặt 48h   | Hiền      | Lý Hải       | [ 9 ] |

## Giải thưởng
| Giải thưởng   | Năm  | Hạng mục                                | Tác phẩm đề cử             | Kết quả   | Nguồn  |
| ------------- | ---- | --------------------------------------- | -------------------------- | --------- | ------ |
| HTV Awards    | 2011 | Nam diễn viên phụ được yêu thích nhất   | Nhiệm vụ đặc biệt          | Đoạt giải | [ 10 ] |
| HTV Awards    | 2012 | Nam diễn viên chính được yêu thích nhất | Đi qua ngày biển động      | Đề cử     | [ 11 ] |
| Ngôi Sao Xanh | 2017 | Nam diễn viên truyền hình xuất sắc nhất | Hồ sơ lửa P2: Người ba mặt | Đề cử     | [ 12 ] |
| Giải Mai Vàng | 2021 | Nam diễn viên điện ảnh - truyền hình    | Lật mặt: 48 giờ            | Đề cử     | [ 13 ] |